# 중성자탄
중성자탄(中性子彈)은 핵무기의 일종으로 사무엘 코헨이 발명하였으며, 폭발로 발생하는 에너지의 상대적으로 많은 부분을 중성자 복사로 방출하도록 설계되었다.

## 개요
중성자 폭탄은 강화 방사능 폭탄(enhanced radiation bomb, ER 폭탄)으로도 불리며, 핵융합에 의해 생성된 자유 중성자가 폭탄 내부에서 흡수되는 것이 아니라 외부로 폭발적으로 방출되는 작은 열핵무기이다. X선 거울이나 폭탄의 외피가 크로뮴이나 니켈로 만들어져, 중성자가 무기 밖으로 빠져나올 수 있다.
이러한 고에너지 중성자의 고밀도 폭발은 중성자 폭탄의 주요한 파괴 방식이다.
"강화 방사능"이라는 용어는 폭발 순간에 방출되는 강력한 전리 복사를 의미하는 것이지, 낙진이 보다 강해졌다는 것을 의미하는 것은 아니다.
중성자 폭탄은 상당한 양의 삼중수소를 필요로 한다. 삼중수소는 12.32년이라는 상대적으로 짧은 반감기를 지닌다. 과거 미국이 지닌 중성자 폭탄은 W70 및 W79 설계의 변종이었다.

## 중성자 폭탄 전술
중성자 폭탄은 반-미사일 전략 무기나 기갑 부대에 대한 전술 무기로 사용될 수 있다.
반-미사일 전략 무기로서의 강화 방사능 무기는 미국의 미사일 기지를 소비에트 연방의 미사일로부터 보호하기 위해 설계되었다. 즉 강한 중성자를 이용해 탄두의 전자 부품을 고장내려는 목적이다.
전술 중성자 폭탄은 기갑 부대의 병사를 죽이기 위해 설계되었다. 기갑 부대는 핵무기의 폭발 및 열에 대해 극도로 강한 저항력을 지니고 있다. 그러므로 핵 무기의 탱크에 대한 효과적인 살상 범위는 전리 복사의 치명 범위에 의해 영향을 받게 되는데, 이러한 전리 복사조차도 장갑에 의해 감소되게 된다. 관통력이 뛰어난 치명적인 전리 복사를 엄청나게 방출하는 것을 통해 강화 방사능 무기는 기갑 부대에 대한 효과적인 살상력을 지니게 된다.
전리 복사를 대 병사 전술 무기로 사용하는 데 있어서의 하나의 문제는 대상을 즉각적으로 죽이는 방법에 관한 것이며, 이를 위해서는 치명 수준의 수 배에 달하는 방사선 조사량을 보여야 한다는 것이다. 6 그레이의 방사선 조사량은 일반적으로는 치명적이라고 생각된다. 그 정도의 조사량은 적어도 노출된 사람 중 반 수의 사람을 죽이지만, 적어도 몇 시간 동안은 노출 효과는 인지할 수 없는 수준이다. 중성자 폭탄은 즉각적이고 영원한 병력 손실을 가져오기 위해 80 그레이의 조사량을 주도록 설계된다. 1 kt의 강화 방사능 무기는 690 미터 떨어져 있는 T-72 탱크 승무원에게 80 그레이 수준의 조사량을 미칠 수 있는데, 이는 겨우 360 미터에 대해서만 동등한 효력을 미치는 핵분열 폭탄에 대해 상당히 높은 수치이다. "단순한" 6 그레이의 조사량에 대해서는 각각 1350 미터와 900 미터이다. 보호받지 않는 부대에 대한 전술 중성자 폭탄의 치명 범위는 폭발 및 열로 인한 치명 범위보다 더욱 넓다.
폭발시의 강력한 중성자 선속은 폭발 장소 주변의 환경에 단기간의 심각한 수준의 2차 방사능 오염을 유발한다. 탱크에 사용되는 합금은 24-48 시간 동안 위험한 수준의 방사능을 지니게 된다. 만약 1 킬로톤의 중성자 폭탄을 690 미터의 거리에서 겪은 탱크는 승무원이 그 즉시 사망하게 되는 것 이외에도, 만약 새로운 승무원이 탈 경우 그 승무원 역시 치명적인 조사량을 받게 된다.
일부 관계자는 중성자 에너지가 대기 중에서 매 500 미터 당 10분의 1로 급격히 감쇠하므로, 강화 방사능 무기는 단지 짧은 거리에만 효율적이라고 언급했다. 또한 강화 방사능 무기는 핵분열 에너지의 양 및 폭발 효과를 최소화 하도록 설계되는데, 이러한 이유는 중성자 폭탄이 아군에 가까운 장소에서 사용되도록 하기 위해서이다.
동일한 관계자는 사람만 죽이고 건물은 그대로 놔둔다는 중성자 폭탄에 관해 널리 알려진 인식은 매우 잘못 알려진 것이라고 하였다. 통상 효과 범위인 690 미터에서는, 1 킬로톤의 중성자 폭탄의 폭발은 거의 모든 민간 건물을 파괴할 것이다. 따라서 적의 공격을 막기 위해 적군을 완전히 덮어 버릴 정도의 많은 수의 중성자 폭탄을 사용하는 것은 해당 지역의 모든 건물 또한 파괴할 것이라는 것이다.
중성자 폭탄에 관한 다른 관점 및 전술 역시 존재한다. 중성자 폭탄의 발명자인 Samuel Cohen은 자신의 책에서 순수 중성자 폭탄의 효과 범위는 고도에 있어서 10 킬로미터를 넘는다고 서술하였다. Cohen은 냉전 동안 독일에 배치된 "강화 방사능" 무기는 적절한 폭발효과와 방사능 효과의 정치적인 타협이었다고 구체적으로 언급하였다. 그는 10 km 고도에서 폭발한 순수 중성자 폭탄은 지상에 1 킬로그레이의 방사능을 뿌린다고 언급하였다.
공기의 중성자 흡수 스펙트럼은 논쟁 대상이며, 수증기로부터 생성된 수소에 의한 흡수에 일부 의존한다고 알려져 있다. 그러므로 중성자 흡수율은 습도에 대해 기하 급수적으로 변하며, 고고도 중성자 폭탄은 습한 지역에 비해 사막 기후에 훨씬 더 치명적이라는 것이다. 이러한 효과 역시 고도에 따라서 변한다.
Cohen에 따르면, 중성자 폭탄을 사용하는 한가지 가능한 전술은 기갑 부대의 공격에 대해 방어 무기로 사용하는 것이다. 민간인은 핵 방공호로 대피하고, 폭탄은 기갑 부대의 10 킬로미터 상공에서 폭발한다는 것이다. 이후 도시의 나무 및 풀은 방사능에 의해 말라 죽게 되지만, 건물은 그대로이며, 이후 민간인이 나와서 다시 사용할 수 있다는 것이다. 물론 방사성 동위원소가 붕괴하기 위한 짧은 시간은 숨어 지내야 하지만 말이다. 그러한 중성자 폭탄은 매우 유력한 대 함대 무기이다. Cohen 연구의 주요한 후원자는 미 해군이다.

## 역사
중성자 폭탄은 로렌스 리버모어 국립 연구소에서 Samuel T. Cohen에 의해 발명되었으며, 1974년 미국 핵 병기고에 처음으로 도입되었다.

## 참고 문헌
- Cohen, Sam, The Truth About the Neutron Bomb: The Inventor of the Bomb Speaks Out, William Morrow & Co., 1983, ISBN 0-688-01646-4
- Cohen, Sam, "Shame: Confessions of the Father of the Neutron Bomb", Xlibris Corporation, 2000, ISBN 0-7388-2230-2

## 같이 보기
- 중성자
- 낙진
- 핵 전쟁
- 핵무기 설계